# Прилуки. Фортеця
«Прилуки. Фортеця» — культурологічний часопис, що виходить у місті Прилуки за підтримки мецената Юрія Коптєва.
Часопису освітлює культурно-мистецьке життю краю, історію Прилук та району.
Редактор журналу — Ігор Павлюченко.
Виходить з 2008.

## Окремі номери
- Прилуки. Фортеця : культурологічний часопис. № 1. травень / ред. Ігор Павлюченко. - Прилуки : 2008. - 96 с. : фот. іл. - текст статей парал. укр. та рос. мовами.
  - Батько Проні Прокопівни і Максима Перепелиці (про М. Яковченка) / Н. М. Дмитренко. - С .22-27
  - Світло і тінь у житті і творчості Едуарда Усова / Г. Ярова. - С .63-72
  - Містична історія роду (Про П. П. Білецького-Носенка) / О. Лукаш. - С .86-9
- Прилуки. Фортеця : культурологічний часопис. № 2. вересень / ред. Ігор Павлюченко. - Прилуки : 2008. - 96 с. : фот. іл. - текст статей парал. укр. та рос. мовами. 
  - Учений зі світовим ім'ям (про Вороного Г. Ф.) / Клочко Олена. - Сторінки 27-38
- Прилуки. Фортеця : культурологічний часопис. № 3. травень / ред. Ігор Павлюченко. - Прилуки : 2009. - 80 с. : фот. іл. - текст статей парал. укр. та рос. мовами. 
  - Шляхами Миколи Гоголя / О. Клочко. - С .12-19
  - Людина з вулиці Тираспольської (Про Ю. А. Коваленка) / О. Губар. - С .32-46 : фотоіл., картини
- Прилуки. Фортеця : культурологічний часопис. № 5. вересень / ред. І. Павлюченко. - Прилуки : 2010. - 144 с. : фот. іл. - текст статей парал. укр. та рос. мовами.[1][2]
- № 6 — жовтень 2011[3]
- № 7 — липень 2012